# Racing Lagoon
A Racing Lagoon (レーシングラグーン; Hepburn: Rēshingu Lagūn) egy a Squaresoft által fejlesztett és kiadott videójáték. A játék az utcai versenyeket kombinálja szerepjáték elemekkel. A játék kompatibilis a Sony PocketStationnel.
Ugyan a játékot a japán videójáték magazin, a Famicú nem részesítette kedvező fogadtatásban, csak 21 pontot ért el a maximális 40-ből, a játékból a megjelenése után pár héttel már 100 000 példány is elkelt.